# Francesco Leonetti
Francesco Luigi Antonio Leonetti (Cosenza, 27 gennaio 1924 – Milano, 17 dicembre 2017) è stato uno scrittore, poeta, giornalista e docente italiano.

## Biografia
Nato a Cosenza, ma cresciuto a Bologna, fu uno scrittore espressionista, esaltatore della realtà, misuratosi sapientemente con le maggiori esperienze letterarie del Novecento. Amico di Pier Paolo Pasolini e Roberto Roversi, con loro partecipa come redattore alla fondazione della rivista Officina, nel 1955. Negli anni sessanta partecipa alla stesura de Il Menabò, rivista culturale fondata da Elio Vittorini e Italo Calvino. Questa esperienza lo porta ad aderire al movimento della Neoavanguardia alla continua ricerca di nuove sperimentazioni formali. 
Collabora ancora con Pasolini, recitando la parte di Erode ne Il Vangelo secondo Matteo (1964), del servo di Laio in Edipo re (1967) e del marionettista in Che cosa sono le nuvole? (1968); inoltre dà la voce al corvo di Uccellacci e uccellini (1966) e all'oste de I racconti di Canterbury (1972).
Nel 1967 è cofondatore con Carlo Oliva (responsabile legale) e Roberto di Marco, Gianni Scalia del 1° numero della rivista Che fare; fu stampata, con quella redazione, fino al numero 10 del maggio 1972; la nuova serie, di cui uscirono il 1º e il 2º numero, era diventata la rivista teorica del Partito Comunista (Marxista-Leninista) Italiano (con lui in redazione Enzo Todeschini, Fausto Lupetti e Roberto di Marco). In seguito, anche a causa di molteplici sviluppi in quella organizzazione, Che fare ebbe un'ulteriore rinascita a cura della casa editrice di Milano, Lavoro Liberato, sotto forma di fogli piegati in numero di 4, dal febbraio a giugno 1975.
Nell'ottobre 1971 è tra i firmatari di un'autodenuncia pubblicata su Lotta Continua in cui esprimeva solidarietà verso militanti e direttori responsabili del giornale inquisiti per istigazione a delinquere. Negli anni ottanta torna alla scrittura, entrando nella redazione della rivista Alfabeta per poi fondare alla fine degli anni novanta Campo. Ha insegnato Filosofia ed Estetica all'Accademia di Belle Arti di Brera a Milano.

## Opere

### Poesia
- Sopra una perduta estate, Bologna, Libreria antiquaria Landi, 1942.
- La cantica, Milano, Mondadori, 1959.
- Percorso logico del '960-75. Poema, Torino, Einaudi, 1976.
- In uno scacco. (Nel settantotto), Torino, Einaudi, 1979.
- Palla di filo. (Poemetto con commento), Lecce, Manni, 1986.
- Le scritte sconfinate, Milano, Libri Scheiwiller, 1994. ISBN 88-7644-190-5.
- Sopra una perduta estate. Poesie scelte. 1942-2001, Milano, No Reply, 2008. ISBN 978-88-89155-33-2.

### Saggistica
- Libro per le sculture di Arnaldo Pomodoro, conversazione con, Milano, Mazzotta, 1974.

### Narrativa
- Fumo, fuoco e dispetto, Torino, Einaudi, 1956.
- Conoscenza per errore, Milano, Feltrinelli, 1961, poi Conoscenza per errore (Studente di Bologna del '48-'49), Torino, Einaudi, 1978.
- L'incompleto, Milano, Garzanti, 1964, poi L'incompleto (Nel mondo pieno di merci), Torino, Einaudi, 1980.
- Tappeto volante, Milano, A. Mondadori, 1967.
- Irati e sereni, Milano, Feltrinelli, 1974.
- Un lavoro mentale, Roma, Cooperativa Scrittori, 1976.
- Campo di battaglia, Torino, Einaudi, 1981.
- Piedi in cerca di cibo, Milano-Lecce, Lupetti-Manni, 1995. ISBN 88-86302-58-4.
- I piccolissimi e la circe. Romanzo-paradosso, Lecce, Manni, 1998. ISBN 88-8176-031-2.
- La voce del corvo. Una vita (1940-2001); Storie corte con «garbugli» per mano di Veronica Piraccini, Roma, DeriveApprodi, 2001. ISBN 88-87423-64-4.